# Homografía (geometría)

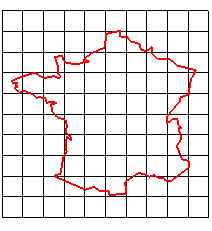
Imagen que representa la silueta de Francia en una cuadrícula.

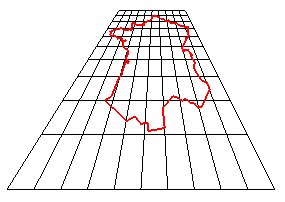
Transformación de la figura de arriba por una homografía.

En geometría proyectiva, una homografía es un isomorfismo de espacios proyectivos inducido por un isomorfismo de los espacios vectoriales a partir de los que se construyen los espacios proyectivos.Se puede demostrar que toda homografía es una biyección que envía rectas a rectas, es decir, es lo que se suele denominar una colineación. En general, sin embargo, hay colineaciones que no son homografías, pero el teorema fundamental de la geometría proyectiva afirma que en espacios proyectivos reales de dimensión mayor o igual que dos toda colinación sí que resulta ser una homografía. Otros términos para referirse al mismo concepto de homografía son proyectividad, transformación proyectiva y colineación proyectiva.
Históricamente, las homografías (y, de hecho, los espacios proyectivos) fueron introducidas para estudiar la perspectiva y las proyecciones en la geometría euclídea, y el término homografía, que etimológicamente significa "dibujo parecido", se introdujo ya desde estos primeros momentos. A finales del siglo XIX se introdujeron las primeras definiciones formales de los espacios proyectivos, que extendían los espacios euclídeos y afines mediante la adición de puntos del infinito. El término transformación proyectiva tiene su origen en estas construcciones abstractas. Los espacios proyectivos se pueden definir de dos formas distintas que resultan ser equivalentes. Una primera forma (la geometría proyectiva analítica) construye los espacios proyectivos como el conjunto de rectas de un espacio vectorial sobre un cierto cuerpo. En esta versión se suelen usar los términos proyectividad o transformación proyectiva. Esta construcción facilita el uso de coordenadas proyectivas y permite el uso de las herramientas del álgebra lineal para estudiar la geometría proyectiva en general y las homografías en particular. El enfoque alternativo (la geometría proyectiva sintética) consiste en definir los espacios proyectivos a partir de una serie de axiomas que no involucran explícitamente ningún cuerpo ni espacio vectorial. En este contexto, las colineaciones (transformaciones que mandan rectas a rectas) son más sencillas de definir que las homografías, que quedan como un caso particular de colineación, y de aquí el nombre colineación proyectiva.
Por simplicidad, a no ser que se indique lo contrario, los espacios proyectivos considerados en este artículo se suponen definidos sobre un cuerpo (conmutativo). Equivalentemente, en geometría sintética, suponemos ciertos el teorema del hexágono de Pappus y el teorema de Desargues. Gran parte de los resultados siguen siendo ciertos con otras hipótesis, o pueden ser generalizados.

## Motivación geométrica

Perspectividad del plano horizontal (Q) al plano gris (P) desde O. En P se obtiene en rojo cómo ve O el cuadrilátero rojo contenido en Q.

Históricamente, el concepto de homografía fue introducido para entender, explicar y estudiar la perspectiva y, específicamente, la diferente apariencia de un objeto plano visto desde distintos puntos de vista.
En el espacio euclídeo tridimensional, una proyección central desde un punto O (el centro de la proyección) en un plano P que no contiene el punto O es la transformación que manda cada punto A a la intersección (si existe) de la recta OA con el plano P. Esta proyección no está definida si el punto A pertenece al plano paralelo a P que pasa por O. La noción de espacio proyectivo se introdujo originalmente extendiendo el plano euclídeo añadiéndole puntos del infinito, y esto nos permite definir la proyección de cualquier punto excepto la de O; la de un punto A en el plano paralelo a P que pasa por O sería el punto del infinito de P en la dirección de la recta OA. Esta proyección se puede entender intuitivamente de la forma siguiente: O puede representar el ojo de una persona (o su punto de vista), el espacio euclídeo es la realidad que lo rodea, y el plano P es el plano adonde mira; la proyección del espacio en el plano es la representación de la realidad que ve O al mirar hacia el plano P.
Dado otro plano Q que no contenga el punto O, podemos proyectar los puntos de Q en P desde O como antes. Obtenemos entonces en P cómo ve O los puntos de Q. La proyección restringida a Q recibe entonces el nombre de perspectividad.

Esta misma noción se puede generalizar a espacios proyectivos de cualquier dimensión, sobre cualquier cuerpo, de la manera ssiguiente:
Dados dos espacios proyectivos P y Q de una misma dimensión n, una perspectividad es una biyección de Q a P que se puede obtener considerando P y Q inmersos en un espacio proyectivo R de dimendión n+1 y restringiendo a Q una proyección central a P desde un punto O fuera de P y Q.
Originalmente, una homografía se definía como la composición de un número finito de proyectividades.Es parte del teorema fundamental de la geometría proyectiva que esta definición coincide con la más algebraica expuesta a continuación.

## Definición analítica
Un espacio proyectivo de dimensión {\displaystyle n} sobre un cuerpo {\displaystyle \mathbb {K} } se puede definir como el conjunto {\displaystyle \mathbb {P} (V)} de rectas que pasan por el origen de un espacio vectorial {\displaystyle (n+1)}-dimensional {\displaystyle V} sobre el mismo cuerpo {\displaystyle \mathbb {K} }. Fijada una base de {\displaystyle V}, cada vector {\displaystyle v\in V} se puede representar por una {\displaystyle (n+1)}-tupla de escalares (sus coordenadas): {\displaystyle (v_{0},\dots ,v_{n})\in \mathbb {K} ^{n+1}}. Cada punto de {\displaystyle \mathbb {P} (V)}, al ser de hecho una recta de {\displaystyle V}, queda representado por el vector director de esta, que está definido salvo producto por escalar no nulo. Por tanto, cada punto de {\displaystyle p\in \mathbb {P} (V)} queda representado por una {\displaystyle (n+1)}-tupla de escalares salvo producto por escalar no nulo {\displaystyle [p_{0}:\dots :p_{n}]}. Estas se denominan las coordenadas homogéneas de {\displaystyle p}.
Más en general, un espacio proyectivo de dimensión {\displaystyle n} es una tupla {\displaystyle (\mathbb {P} ,V,\pi )} donde {\displaystyle \mathbb {P} } es un conjunto (de puntos), {\displaystyle V} es un espacio vectorial de dimensión {\displaystyle n+1} sobre un cuerpo {\displaystyle \mathbb {K} } y {\displaystyle \pi } es una aplicación {\displaystyle \pi \colon V\setminus \{0\}\rightarrow \mathbb {P} ,\quad x\mapsto \pi (x)=:[x]_{\pi }} sobreyectiva tal que {\displaystyle \pi (x)=\pi (y)\Leftrightarrow \exists \lambda \in \mathbb {K} \setminus \{0\}:y=\lambda x} (es decir, los puntos de {\displaystyle \mathbb {P} } están en correspondencia con las rectas de {\displaystyle V}, pero no pedimos que sean las rectas necesariamente). Las coordenadas homogéneas dada una base de {\displaystyle V} se definen de forma completamente análoga al caso anterior.

Dados dos espacios proyectivos {\displaystyle (\mathbb {P} ,E,\pi )}, {\displaystyle (\mathbb {P} ',E',\pi ')} de una misma dimensión {\displaystyle n} definidos sobre espacios vectoriales sobre un mismo cuerpo, una homografía entre ellos es una aplicación {\displaystyle f\colon \mathbb {P} \rightarrow \mathbb {P} '} inducida por un isomorfismo {\displaystyle \varphi \colon E\rightarrow E'} definida como {\displaystyle f([x]_{\pi })=[\varphi (x)]_{\pi '}}. Escribiremos {\displaystyle f=[\varphi ]}.
| Las homografías están bien definidas. |
| Está bien definida: Tomamos {\displaystyle x,y\in E} tales que {\displaystyle [x]_{\pi }=[y]_{\pi }}. Tenemos que {\displaystyle y=\lambda x} para un cierto {\displaystyle \lambda \in \mathbb {K} \setminus \{0\}}, por lo que {\displaystyle \varphi (y)=\varphi (\lambda x)=\lambda \varphi (x)}, así que {\displaystyle [\varphi (y)]_{\pi '}=[\varphi (x)]_{\pi '}} y {\displaystyle f} está bien definida. |

## Propiedades
(1) Habitualmente, el símbolo {\displaystyle [\cdot ]} se puede entender como "salvo producto por escalar no nulo". Veamos que {\displaystyle f=[\varphi ]} sigue esta convención, en el sentido de que {\displaystyle [\varphi ]=[\psi ]\Leftrightarrow \psi =\lambda \varphi ,\quad \lambda \in \mathbb {K} \setminus \{0\}}.
| Demostración |
| {\displaystyle (\Leftarrow )} Escribimos {\displaystyle f=[\varphi ],g=[\psi ]}. Suponemos que {\displaystyle \psi =\lambda \varphi ,\quad \lambda \in \mathbb {K} \setminus \{0\}} y tenemos que ver que {\displaystyle f(p)=g(p)\quad \forall p\in \mathbb {P} }. Como {\displaystyle \pi } es sobreyectiva, basta ver que {\displaystyle f([x]_{\pi })=g([x]_{\pi })\quad \forall x\in E\setminus \{0\}}. Tomamos {\displaystyle x\in E\setminus \{0\}} y calculamos: {\displaystyle g([x]_{\pi })=[\psi (x)]_{\pi '}=[\lambda \varphi (x)]_{\pi '}{\overset {{\text{def }}\pi '}{=}}[\varphi (x)]_{\pi '}=f([x]_{\pi })}, como queríamos. {\displaystyle (\Rightarrow )} Supongamos ahora que {\displaystyle f=g} y veamos que {\displaystyle \psi =\lambda \varphi ,\quad \lambda \in \mathbb {K} \setminus \{0\}}. Sea {\displaystyle e=(e_{0},\dots ,e_{n})} una base de {\displaystyle E}. Para cada {\displaystyle i=0,\dots ,n}, se tiene que {\displaystyle [\varphi (e_{i})]_{\pi '}=[\psi (e_{i})]_{\pi '}}, por lo que existe {\displaystyle \lambda _{i}\in \mathbb {K} \setminus \{0\}} (que puede depender de {\displaystyle i}) tal que {\displaystyle \psi (e_{i})=\lambda _{i}\varphi (e_{i})}. Análogamente, para cada par {\displaystyle i\neq j}, existe {\displaystyle \lambda _{ij}\in \mathbb {K} \setminus \{0\}} tal que {\displaystyle \psi (e_{i}+e_{j})=\lambda _{ij}\varphi (e_{i}+e_{j})}. Entonces, {\displaystyle \lambda _{i}\varphi (e_{i})+\lambda _{j}\varphi (e_{j})=\psi (e_{i})+\psi (e_{j})=\psi (e_{i}+e_{j})=\lambda _{ij}\varphi (e_{i}+e_{j})=\lambda _{ij}\varphi (e_{i})+\lambda _{ij}\varphi (e_{j})}. Por tanto, {\displaystyle (\lambda _{i}-\lambda _{ij})\varphi (e_{i})+(\lambda _{j}-\lambda _{ij})\varphi (e_{j})=0}. Al ser {\displaystyle e_{i},e_{j}} linealmente independientes y {\displaystyle \varphi } un isomorfismo, también {\displaystyle \varphi (e_{i}),\varphi (e_{j})} son linealmente independientes, por lo que lo anterior implica, por definición de independencia lineal, que {\displaystyle \lambda _{i}=\lambda _{ij}=\lambda _{j}=:\lambda }, y esto para cada {\displaystyle i,j=0,\dots ,n}. Por tanto, {\displaystyle \psi (e_{i})=\lambda \varphi (e_{i})} para cada {\displaystyle i=0,\dots ,n} y, por linealidad, {\displaystyle \psi (v)=\lambda \varphi (v)\quad \forall v\in V}, como queríamos. {\displaystyle \quad \square } |

(2) La identidad de {\displaystyle \mathbb {P} \rightarrow \mathbb {P} } es la homografía que se corresponde con la identidad de {\displaystyle E\rightarrow E}:
| {\displaystyle \operatorname {id} _{\mathbb {P} }=[\operatorname {id} _{E}]} |
| En efecto, basta comprobar que ambas aplicaciones mandan los mismos puntos a los mismos puntos, y esto es inmediato (como antes, en lugar de comprobarlo para todo {\displaystyle p\in \mathbb {P} } basta verlo para todo {\displaystyle [x]_{\pi },\ \ x\in E\setminus \{0\}} por sobreyectividad de {\displaystyle \pi }): {\displaystyle [\operatorname {id} _{E}]([x]_{\pi })=[\operatorname {id} _{E}(x)]_{\pi }=[x]_{\pi }=\operatorname {id} _{\mathbb {P} }([x]_{\pi })\quad \square } |

(3) La definición se comporta bien con la composición, es decir, si {\displaystyle f=[\varphi ]\colon \mathbb {P} \rightarrow \mathbb {P} '} y {\displaystyle g=[\psi ]\colon \mathbb {P} '\rightarrow \mathbb {P} ''} son dos homografías, su composición {\displaystyle g\circ f} es una homografía y satisface que {\displaystyle g\circ f=[\psi \circ \varphi ]}.
| Demostración |
| Basta demostrar la igualdad, porque de ella se deduce, por definición, que la composición es una homografía. Y, en efecto, para cada {\displaystyle p=[x]_{\pi }\in \mathbb {P} }, se tiene que {\displaystyle (g\circ f)(p)=g(f(p))=g(f([x]_{\pi }))=g([\varphi (x)]_{\pi '})=[\psi (\varphi (x))]_{\pi ''}=[(\psi \circ \varphi )(x)]_{\pi ''}=[\psi \circ \varphi ]([x]_{\pi })=[\psi \circ \varphi ](p)\quad \square } |

(4) Si {\displaystyle f=[\varphi ]} es una homografía, es biyectiva y su inversa es la homografía dada por {\displaystyle f^{-1}=[\varphi ^{-1}]}.
| Demostración |
| Si demostramos la igualdad, habremos demostrado que {\displaystyle f} tiene una inversa, y que esta inversa es una homografía. Además, teniendo inversa, {\displaystyle f} tiene que ser biyectiva. Por tanto, basta demostrar la igualdad. Pero de 2 y 3 obtenemos que {\displaystyle [\varphi ^{-1}]\circ [\varphi ]=[\varphi ^{-1}\circ \varphi ]=[\operatorname {id} _{E}]=\operatorname {id} _{\mathbb {P} }} y, análogamente, {\displaystyle [\varphi ]\circ [\varphi ^{-1}]=\operatorname {id} _{\mathbb {P} '},} por lo que {\displaystyle [\varphi ^{-1}]} es la inversa de {\displaystyle f=[\varphi ].\quad \square } |

De las propiedades 2, 3 y 4 anteriores se deduce que, fijado un espacio proyectivo {\displaystyle \mathbb {P} }, el conjunto de sus homografías forma un grupo con la operación de la composición.
(5) Si {\displaystyle f=[\varphi ]\colon \mathbb {P} \rightarrow \mathbb {P} } es una homografía de un espacio proyectivo en sí mismo, un punto {\displaystyle p=[x]_{\pi }\in \mathbb {P} } es un punto fijo de {\displaystyle f} si y sólo si {\displaystyle x} es un vector propio de {\displaystyle \varphi }.
| Demostración |
| Si {\displaystyle x} es un vector propio de {\displaystyle \varphi }, tenemos que {\displaystyle \varphi (x)=\lambda x} para un cierto {\displaystyle \lambda \in \mathbb {K} \setminus \{0\}} ({\displaystyle \lambda \neq 0} porque {\displaystyle \varphi } es biyectiva). Entonces, tenemos que {\displaystyle f(p)=[\varphi ]([x]_{\pi })=[\varphi (x)]_{\pi }=[\lambda x]_{\pi }{\overset {{\text{def }}\pi }{=}}[x]_{\pi }=p}, por lo que {\displaystyle p} es fijo por {\displaystyle f}. Recíprocamente, si {\displaystyle p} es fijo por {\displaystyle f}, tenemos que {\displaystyle f(p)=p}, por lo que {\displaystyle [\varphi (x)]_{\pi }=[x]_{\pi }}, de donde, por definición de {\displaystyle \pi }, {\displaystyle \varphi (x)=\lambda x} (con {\displaystyle \lambda \in \mathbb {K} \setminus \{0\}}), y esto es, por definición, que {\displaystyle x} sea un vector propio de {\displaystyle \varphi }.{\displaystyle \quad \square } |

## Homografías y referencias proyectivas
Sea {\displaystyle (\mathbb {P} ,E,\pi )} un espacio proyectivo de dimensión {\displaystyle n} y sea {\displaystyle \Delta =(p_{0},\dots ,p_{n},A)} una referencia proyectiva ({\displaystyle n+2} puntos tales que cada {\displaystyle n+1} de ellos son proyectivamente independientes, esto es, que tienen representantes {\displaystyle x_{i}} ({\displaystyle p_{i}=[x_{i}]_{\pi }}) linealmente independientes). Lo que nos interesa de la referencia proyectiva es que, como se detalla en ese artículo, nos define unívocamente una base {\displaystyle e=(e_{0},\dots ,e_{n})} de {\displaystyle E} (llamada "adaptada a la referencia") imponiendo que {\displaystyle p_{0}=[e_{0}],\dots ,p_{n}=[e_{n}],A=[e_{0}+\dots +e_{n}]}, donde escribimos {\displaystyle [x]:=[x]_{\pi }=\pi (x)}. 
Fijada una referencia proyectiva, podemos definir las coordenadas homogéneas de cada punto: un punto {\displaystyle p=[x]\in \mathbb {P} } tiene coordenadas {\displaystyle [x_{0}:\dots :x_{n}]} definidas salvo producto por escalar no nulo si y sólo si un representante suyo {\displaystyle x} tiene coordenadas {\displaystyle (x_{0},\dots ,x_{n})} en base {\displaystyle e}. Escribiremos que {\displaystyle p=[x_{0}:\dots :x_{n}]_{\Delta }}.
Un resultado importante es que las homografías quedan unívocamente determinadas tras fijar la imagen de una referencia proyectiva. Es decir, si {\displaystyle \Delta =(p_{0},\dots ,p_{n},A)} y {\displaystyle \Delta '=(p_{0}',\dots ,p_{n}',A')} son referencias proyectivas de {\displaystyle \mathbb {P} } y {\displaystyle \mathbb {P} '}, respectivamente, existe una única homografía {\displaystyle f\colon \mathbb {P} \rightarrow \mathbb {P} '} tal que {\displaystyle f(\Delta )=\Delta '}, donde {\displaystyle f(\Delta )} representa la tupla {\displaystyle (f(p_{0}),\dots ,f(p_{n}),f(A))}. Además, si {\displaystyle f} es la homografía anterior, se tiene que {\displaystyle f([x_{0}:\dots :x_{n}]_{\Delta })=[x_{0}:\dots :x_{n}]_{\Delta '}}:
| Dadas dos referencias proyectivas {\displaystyle \Delta ,\Delta '} de {\displaystyle \mathbb {P} ,\mathbb {P} '}, respectivamente, existe una única homografía tal que {\displaystyle f(\Delta )=\Delta '}. Además, se satisface la igualdad {\displaystyle f([x_{0}:\dots :x_{n}]_{\Delta })=[x_{0}:\dots :x_{n}]_{\Delta '}}. |
| Sean {\displaystyle e=(e_{0},\dots ,e_{n}),e'=(e_{0}',\dots ,e_{n}')} bases adaptadas a {\displaystyle \Delta ,\Delta '}, respectivamente. Sabemos que una aplicación lineal queda unívocamente determinada por la imagen de una base. Por tanto, si {\displaystyle E,E'} son los espacios vectoriales asociados a {\displaystyle \mathbb {P} ,\mathbb {P} '}, podemos definir la aplicación lineal {\displaystyle \varphi \colon E\rightarrow E'} tal que {\displaystyle \varphi (e_{i})=e_{i}',\ \ i=0,\dots ,n}. Por linealidad, {\displaystyle \varphi (x_{0}e_{0}+\dots +x_{n}e_{n})=x_{0}e_{0}'+\dots +x_{n}e_{n}'} para cualesquiera {\displaystyle x_{0},\dots ,x_{n}\in \mathbb {K} }. Ahora podemos tomar la homografía {\displaystyle f=[\varphi ]}, que satisface que {\displaystyle f([x_{0}:\dots :x_{n}]_{\Delta })=[\varphi (x_{0}e_{0}+\dots +x_{n}e_{n})]=[x_{0}e_{0}'+\dots +x_{n}e_{n}']=[x_{0}:\dots :x_{n}]_{\Delta '}}. Esto demuestra la igualdad del enunciado y, como {\displaystyle f([1:0:\dots :0]_{\Delta })=[1:0:\dots :0]_{\Delta '},\dots ,f([0:\dots :0:1]_{\Delta })=[0:\dots :0:1]_{\Delta '},f([1:\dots :1]_{\Delta })=[1:\dots :1]_{\Delta '}}, tenemos que {\displaystyle f(p_{i})=p_{i}',\ \ i=0,\dots ,n,\ f(A)=A'}, por definición de base adaptada. Con esto tenemos la existencia de la homografía deseada. Falta ver la unicidad. Supongamos que hubiera otra aplicación {\displaystyle g=[\psi ]\colon \mathbb {P} \rightarrow \mathbb {P} '} con {\displaystyle g(\Delta )=\Delta '}. Se tiene entonces que {\displaystyle p_{0}'=g(p_{0})=[\psi (e_{0})],\dots ,p_{n}'=g(p_{n})=[\psi (e_{n})],A'=g(A)=[\psi (e_{0})+\dots +e_{n})]=[\psi (e_{0})+\dots +\psi (e_{n})]}. Esto significa que, por definición, {\displaystyle \psi (e_{0}),\dots ,\psi (e_{n})} es una base adaptada a {\displaystyle \Delta '}. Pero las bases adaptadas a una referencia son únicas salvo múltiplo por escalar no nulo, como se demuestra en el artículo Referencia proyectiva. Como {\displaystyle e_{0}',\dots ,e_{n}'} es otra base adaptada a {\displaystyle \Delta '}, existe {\displaystyle \lambda \in \mathbb {K} \setminus \{0\}} tal que {\displaystyle \psi (e_{i})=\lambda e_{i}'=\lambda \varphi (e_{i}),\ \ i=0,\dots ,n}, esto último por definición de {\displaystyle \varphi }. Por linealidad, se sigue que {\displaystyle \psi (v)=\lambda \varphi (v)} para todo {\displaystyle v\in E}, de donde {\displaystyle \psi =\lambda \varphi } y {\displaystyle f=[\varphi ]=[\psi ]=g}, por la propiedad {\displaystyle (1)} anterior. Por tanto, la homografía es única, como queríamos. {\displaystyle \quad \square } |

### Matriz de una homografía
A una aplicación lineal, fijadas bases de los espacios de salida y llegada, se le puede asociar una matriz que, al ser multiplicada por las coordenadas de vectores, produce las coordenadas de las imágenes de los mismos vectores por la aplicación lineal. En esta sección queremos hacer algo análogo con las homografías: encontrar una matriz que transforme las coordenadas homogéneas de los puntos en las coordenadas homogéneas de sus imágenes.
Dada una homografía {\displaystyle f=[\varphi ]} entre dos espacios proyectivos {\displaystyle \mathbb {P} ,\mathbb {P} '} y referencias proyectivas {\displaystyle \Delta ,\Delta '} de cada uno con bases adaptadas {\displaystyle e,e'}, podemos definir la matriz homogénea (es decir, definida salvo producto por escalar no nulo) de {\displaystyle f} como {\displaystyle M_{\Delta ,\Delta '}(f)=[M_{e,e'}(\varphi )]}, donde {\displaystyle M_{e,e'}(\varphi )} es la matriz de {\displaystyle \varphi } en bases {\displaystyle e,e'}. Es sencillo comprobar que la matriz está bien definida respecto de las elecciones de {\displaystyle \varphi ,e,e'}, usando la propiedad 1 anterior y que dos bases adaptadas a una misma referencia proyectiva son necesariamente proporcionales (esto último demostrado en el artículo Referencia proyectiva).
| Está bien definida. |
| Es todo consecuencia de que {\displaystyle M_{e,e'}(\varphi )} consiste, por columnas, en los vectores {\displaystyle \varphi (e_{i})} en base {\displaystyle e'}, con {\displaystyle e=(e_{0},\dots ,e_{n})}. Si {\displaystyle f=[\varphi ]=[\psi ]}, por la propiedad (1) anterior, tenemos que {\displaystyle \psi =\lambda \varphi } para {\displaystyle \lambda \in \mathbb {K} \setminus \{0\}}. Por tanto, para cada {\displaystyle i=0,\dots ,n}, {\displaystyle \psi (e_{i})=\lambda \varphi (e_{i})}, de donde {\displaystyle M_{e,e'}(\psi )=\lambda M_{e,e'}(\varphi )} y tenemos que {\displaystyle [M_{e,e'}(\psi )]=[\lambda M_{e,e'}(\varphi )]}. Si {\displaystyle e,u} son dos bases adaptadas a {\displaystyle \Delta }, tenemos que {\displaystyle u=\lambda e} para {\displaystyle \lambda \in \mathbb {K} \setminus \{0\}}. Entonces, si {\displaystyle \varphi (u_{i})=\varphi (\lambda e_{i})=\lambda \varphi (e_{i})}, por lo que las componentes de {\displaystyle \varphi (u_{i})} en base {\displaystyle e'} son las componentes de {\displaystyle \varphi (e_{i})} multiplicadas por {\displaystyle \lambda }. Entonces, {\displaystyle M_{u,e'}(\varphi )=\lambda M_{e,e'}(\varphi )} y tenemos que {\displaystyle [M_{u,e'}(\varphi )]=[\lambda M_{e,e'}(\varphi )]}. Si {\displaystyle e',u'} son dos bases adaptadas a {\displaystyle \Delta '}, tenemos que {\displaystyle u'=\lambda e'} para {\displaystyle \lambda \in \mathbb {K} \setminus \{0\}}. Entonces, si {\displaystyle \varphi (e_{i})=x_{0i}e_{0}'+\dots +x_{ni}e_{n}'}, se tiene que {\displaystyle \varphi (e_{i})=\lambda ^{-1}(x_{0i}u_{0}'+\dots +x_{ni}u_{n}')}. Por tanto, las componentes de cada {\displaystyle \varphi (e_{i})} en base {\displaystyle u'} se obtienen como las componentes en base {\displaystyle e'} multiplicadas por {\displaystyle \lambda ^{-1}}. Así pues, {\displaystyle M_{e,u'}(\varphi )=\lambda ^{-1}M_{e,e'}(\varphi )} y {\displaystyle [M_{e,u'}(\varphi )]=[\lambda M_{e,e'}(\varphi )]}.{\displaystyle \quad \square } |

También es sencillo comprobar (se deduce de que {\displaystyle M_{e,e'}(\varphi )} transforma las coordenadas de cada {\displaystyle x\in E} en base {\displaystyle e} en las coordenadas de {\displaystyle \varphi (x)\in E'} en base {\displaystyle e'}) que si {\displaystyle [X]=[x_{0}:\dots :x_{n}]} son las coordenadas homogéneas de un punto {\displaystyle p\in \mathbb {P} } en referencia {\displaystyle \Delta }, las coordenadas de su imagen {\displaystyle f(p)\in \mathbb {P} '} en referencia {\displaystyle \Delta '} vienen dadas por {\displaystyle M_{\Delta ,\Delta '}(f)\cdot [X]}.

## Invariantes por una homografía
En esta sección se estudian propiedades de los espacios proyectivos y sus elementos que se conservan tras la aplicación de cualquier homografía.

### Alineaciones y variedades lineales proyectivas
Una variedad lineal proyectiva de un espacio proyectivo {\displaystyle (\mathbb {P} ,E,\pi )} se define como la proyección al espacio proyectivo de un subespacio vectorial de {\displaystyle E}. Esto es, una variedad lineal proyectiva {\displaystyle L} se define como {\displaystyle \pi (F\setminus \{0\})}, con {\displaystyle F\subseteq E} un subespacio vectorial. Se denotará como {\displaystyle L=[F]_{\pi }} o {\displaystyle L=[F]} si la mención de {\displaystyle \pi } no es necesaria. La dimensión de la variedad lineal proyectiva se define como uno menos que la del subespacio vectorial: {\displaystyle \dim L=\dim[F]=\dim F-1}. Si la dimensión de {\displaystyle L} es 0, 1, 2 o n-1, diremos que {\displaystyle L} es un punto, una recta, un plano o un hiperplano, respectivamente. Los puntos {\displaystyle p\in \mathbb {P} } son, a su vez, variedades proyectivas de dimensión 0 (puntos): {\displaystyle p=[x]_{\pi }=[\langle x\rangle ]_{\pi }}, y {\displaystyle \langle x\rangle \subseteq E} es un subespacio vectorial de dimensión 1.
Dadas dos variedades lineales proyectivas {\displaystyle L_{1}=[F_{1}],L_{2}=[F_{2}]} se pueden definir las operaciones de intersección como conjuntos {\displaystyle L_{1}\cap L_{2}}, que resulta ser una variedad lineal proyectiva, pues {\displaystyle L_{1}\cap L_{2}=[F_{1}]\cap [F_{2}]=[F_{1}\cap F_{2}]}, y su suma {\displaystyle L_{1}\vee L_{2}=[F_{1}]\vee [F_{2}]:=[F_{1}+F_{2}]}, que es una variedad lineal proyectiva por definición. La suma de dos variedades lineales proyectivas resulta ser la más pequeña que las contiene a ambas.
El primer resultado de esta sección es que las variedades lineales proyectivas y su dimensión son un invariante para las homografías. Esto es, si {\displaystyle f=[\varphi ]\colon \mathbb {P} \rightarrow \mathbb {P} '} es una homografía y {\displaystyle L=[F]_{\pi }\subseteq \mathbb {P} } es una variedad lineal proyectiva de dimensión {\displaystyle n}, entonces {\displaystyle f(L)\subseteq \mathbb {P} '} es también una variedad lineal proyectiva de dimensión {\displaystyle n}. 
| Demostración |
| Al ser {\displaystyle F} un subespacio de {\displaystyle E} y {\displaystyle \varphi \colon E\rightarrow E'} un isomorfismo, {\displaystyle \varphi (F)} es un subespacio de {\displaystyle E'} de la misma dimensión que {\displaystyle F}. Afirmamos que {\displaystyle f(L)=[\varphi (F)]_{\pi '}}, con lo que tendremos que {\displaystyle f(L)} es una variedad lineal proyectiva. En efecto, {\displaystyle [\varphi (F)]_{\pi '}=\pi '(\varphi (F)\setminus \{0\})=\{[\varphi (x)]_{\pi '}:x\in F\setminus \{0\}\}=\{f([x]_{\pi }):[x]_{\pi }\in [F]_{\pi }=L\}=f(L)}. Además, {\displaystyle \dim f(L)=\dim \varphi (F)-1=\dim F-1=\dim L.\quad \square } |

Las homografías se comportan bien respecto a las operaciones definidas entre variedades lineales proyectivas:
| {\displaystyle (1)\quad f(L_{1}\cap L_{2})=f(L_{1})\cap f(L_{2})} {\displaystyle (2)\quad f(L_{1}\vee L_{2})=f(L_{1})\vee f(L_{2})} |
| La propiedad {\displaystyle (1)} es una pro piedad básica de teoría de conjuntos, pues {\displaystyle f} es una biyección al ser una homografía, como ya se ha demostrado más arriba, y la intersección de variedades lineales proyectivas se define como la intersección de sus conjuntos de puntos. Para la propiedad {\displaystyle (2)} basta hacer un cálculo: {\displaystyle f([F_{1}]_{\pi }\vee [F_{2}]_{\pi })=f([F_{1}+F_{2}]_{\pi })=[\varphi ]([F_{1}+F_{2}]_{\pi })=[\varphi (F_{1}+F_{2})]_{\pi '}=} {\displaystyle =[\varphi (F_{1})+\varphi (F_{2})]_{\pi '}=[\varphi (F_{1})]_{\pi '}\vee [\varphi (F_{2})]_{\pi '}{\overset {\overset {\text{dem. de la }}{\text{prop. anterior}}}{=}}f(L_{1})\vee f(L_{2})\quad \square } |

En particular, tomando en la propiedad {\displaystyle (2)} dos puntos distintos como las variedades lineales proyectivas tenemos que {\displaystyle f(p_{1}\vee p_{2})=f(p_{1})\vee f(p_{2})}, es decir, la imagen de la recta que pasa por los dos puntos es la recta que pasa por las imágenes de los puntos. Esto es lo que en geometría proyectiva se denomina colineación. Por tanto, toda homografía es, en particular, una colineación.

### Independencia proyectiva y referencias proyectivas
Un conjunto de puntos {\displaystyle p_{0},\dots ,p_{m}\in \mathbb {P} } se denominan proyectivamente independientes si representantes suyos {\displaystyle u_{0},\dots ,u_{n}\in E} (esto es, {\displaystyle p_{i}=[u_{i}]_{\pi }}) son linealmente independientes. Es sencillo comprobar, por definición de {\displaystyle \pi }, que la independencia proyectiva de un conjunto de puntos no depende de los representantes escogidos para cada uno de los puntos. Una referencia proyectiva de un espacio proyectivo de dimensión {\displaystyle n} es un conjunto de {\displaystyle n+2} puntos tales que cada subconjunto de {\displaystyle n+1} son proyectivamente independientes.
En este apartado se demuestra que conjuntos de puntos proyectivamente independientes se corresponden por una homografía con conjuntos de puntos también proyectivamente independientes. En particular, la imagen por una homografía de una referencia proyectiva vuelve a ser una referencia proyectiva.
| Si {\displaystyle p_{0},\dots ,p_{m}\in \mathbb {P} } son proyectivamente independientes y {\displaystyle f\colon \mathbb {P} \rightarrow \mathbb {P} '} es una homografía, entonces {\displaystyle f(p_{0})\dots ,f(p_{m})\in \mathbb {P} '} también son proyectivamente independientes. |
| Se deduce de las definiciones y de que la imagen por un isomorfismo de un conjunto de puntos linealmente independientes vuelve a ser linealmente independiente. En efecto, si {\displaystyle p_{i}=[u_{i}]} para cada {\displaystyle i=0,\dots ,m}: Si {\displaystyle p_{0}=[u_{0}],\dots ,p_{m}=[u_{m}]} son proyectivamente independientes, entonces {\displaystyle u_{0},\dots ,u_{m}} son linealmente independientes. Como {\displaystyle \varphi } es un isomorfismo, esto significa que {\displaystyle \varphi (u_{0}),\dots ,\varphi (u_{m})} son linealmente independientes, y esto que {\displaystyle f(p_{0})=[\varphi (u_{0})],\dots ,f(p_{m})=[\varphi (u_{m})]} son proyectivamente independientes.{\displaystyle \quad \square } |

### Razón doble
Dados cuatro puntos {\displaystyle A,B,S,T\in \mathbb {P} } alineados, por lo menos tres de ellos distintos, podemos definir su razón doble. Fijada una referencia proyectiva {\displaystyle \Delta } de la recta {\displaystyle r=A\vee B\vee S\vee T}, podemos tomar sus coordenadas homogéneas: {\displaystyle A=[a_{1}:a_{2}]_{\Delta },B=[b_{1}:b_{2}]_{\Delta },S=[s_{1}:s_{2}]_{\Delta },T=[t_{1}:t_{2}]_{\Delta }}. Así, podemos definir su razón doble como el número (ver, por ejemplo, la página en alemán):
{\displaystyle (A,B;S,T):={\frac {\begin{vmatrix}s_{1}&a_{1}\\s_{2}&a_{2}\end{vmatrix}}{\begin{vmatrix}b_{1}&s_{1}\\b_{2}&s_{2}\end{vmatrix}}}:{\frac {\begin{vmatrix}t_{1}&a_{1}\\t_{2}&a_{2}\end{vmatrix}}{\begin{vmatrix}b_{1}&t_{1}\\b_{2}&t_{2}\end{vmatrix}}}={\frac {s_{1}a_{2}-s_{2}a_{1}}{b_{1}s_{2}-b_{2}s_{1}}}:{\frac {t_{1}a_{2}-t_{2}a_{1}}{b_{1}t_{2}-b_{2}t_{1}}}}.
Este número es invariante respecto las homografías, es decir, si {\displaystyle f=[\varphi ]\colon \mathbb {P} \rightarrow \mathbb {P} '} es una homografía, entonces {\displaystyle (A,B;S,T)=(f(A),f(B);f(S),f(T))}. 
En efecto, veamos primero que el símbolo de la derecha tiene sentido (para definir la razón doble los puntos tienen que cumplir ciertas condiciones). Al estar {\displaystyle A,B,S,T} alineados y conservar las homografías las alineaciones, también lo están los puntos {\displaystyle f(A),f(B),f(S),f(T)}. Además, por ser por lo menos tres de los puntos {\displaystyle A,B,S,T} distintos y ser {\displaystyle f} una biyección (ver la propiedad {\displaystyle (4)} de este artículo), también tres de los puntos {\displaystyle f(A),f(B),f(S),f(T)} son distintos. Así pues, la razón doble {\displaystyle (f(A),f(B);f(S),f(T))} está definida.

Ahora, para ver la igualdad, tenemos que {\displaystyle \Delta } es una referencia proyectiva de {\displaystyle r=A\vee B\vee S\vee T}, por lo que, por el apartado anterior, {\displaystyle f(\Delta )} es una referencia proyectiva de {\displaystyle f(r)}. Ahora, por el resultado demostrado en la sección sobre referencias proyectivas, las coordenadas de {\displaystyle f(A),f(B),f(S),f(T)} en referencia {\displaystyle f(\Delta )} son las coordenadas de {\displaystyle A,B,S,T} en referencia {\displaystyle \Delta }. Esto es {\displaystyle f(A)=[a_{1}:a_{2}]_{f(\Delta )},f(B)=[b_{1}:b_{2}]_{f(\Delta )},f(S)=[s_{1}:s_{2}]_{f(\Delta )},f(T)=[t_{1}:t_{2}]_{f(\Delta )}}. Observando que, por definición, la razón doble sólo depende de las coordenadas en una referencia, y teniendo los puntos originales y sus imágenes las mismas coordenadas, deben tener las mismas razones dobles. {\displaystyle \quad \square }

Perspectividad del plano horizontal al plano gris desde O. En se obtiene en rojo cómo ve O el cuadrilátero rojo contenido en.

#### Aplicación a la perspectiva
Esta última propiedad tiene una aplicación importante en la teoría de la perspectiva. En el espacio tridimensional, una perspectividad de un plano {\displaystyle \Pi } a otro plano {\displaystyle \Pi '} respecto de un punto {\displaystyle O} que no esté en ninguno de ellos consiste en tomar cada punto de {\displaystyle p\in \Pi } y hacerle corresponder la intersección de la recta que lo une con {\displaystyle O} y {\displaystyle \Pi '}; esto es, {\displaystyle p\mapsto (p\vee O)\cap \Pi '}. Un caso concreto de perspectividad se da cuando {\displaystyle O} es el punto de vista (el ojo) de un observador y {\displaystyle \Pi } es un plano de la realidad. Entonces, la persepctividad tiene como resultado la representación que ve {\displaystyle O} de {\displaystyle \Pi } cuando mira hacia {\displaystyle \Pi '}. Se puede demostrar que toda perspectividad es una homografía y, por tanto, conserva la razón doble.
La segunda observación que hay que hacer antes de entender la aplicación es una interpretación de la razón doble. En caso de que el espacio proyectivo sea la clausura proyectiva de uno afín (añadiéndole puntos del infinito), la razón doble de cuatro puntos se puede calcular como un cociente de razones simples: {\displaystyle (A,B;S,T):=(A,B;S):(A,B;T)}. Si el espacio afín es, a su vez, euclídeo, cada una de las razones simples se puede calcular como un cociente de longitudes (con signo; {\displaystyle {\overline {CA}},{\overline {CB}}} tienen igual signo si {\displaystyle A,B} están en el mismo lado de {\displaystyle C} y contrario en otro caso): 
{\displaystyle (A,B;S,T)={\frac {\frac {\overline {\mathrm {SA} }}{\overline {\mathrm {SB} }}}{\frac {\overline {\mathrm {TA} }}{\overline {\mathrm {TB} }}}}}

Uso de la invariancia de la razón doble en geometría proyectiva para medir dimensiones del mundo real a partir de aquellas representadas en una proyección en perspectiva. A, B, C, D y V son puntos de la representación; su separación está dada en píxeles. A', B', C' y D' están en el mundo real; su separación, en metros.
- En (1), el ancho de la calle hacia la derecha, W, se calcula a partir de los anchos conocidos de las tiendas adyacentes usando la relación entre las longitudes reales y las de la proyección que da la conservación de la razón doble.
- En (2), sólo se necesita el ancho de una tienda porque es visible un punto de fuga (un punto del infinito del plano real), V. Esto hace que en la fórmula de la razón doble desaparezcan los términos que involucrarían el punto V.

Si alguno de los puntos está en el infinito las mismas fórmulas valen eliminando los términos que involucren dicho punto. 
Ahora, podemos utilizar la conservación de la razón doble para determinar las longitudes de objetos en el mundo real a partir de sus representaciones perspectivas. En efecto, la relación entre el objeto en el mundo real y su representación perspectiva es una perspectividad, luego una homografía. Por tanto, cualesquiera cuatro puntos en un plano de la realidad y sus representaciones tienen que tener la misma razón doble. Usando que tanto el plano de la realidad como el de la representación son clausuras de espacios euclídeos, tenemos una ecuación que relaciona las distancias entre los puntos reales y las distancias de las representaciones de los puntos (la igualdad entre razones dobles). Por ejemplo, en la imagen de la derecha tenemos un ejemplo concreto.

## Ejemplos

### Perspectiva central y proyección general
En todo este apartado, para una variedad lineal proyectiva {\displaystyle L=[F]} como se ha definido más arriba, denotamos {\displaystyle {\vec {L}}:=F} su espacio vectorial director. Análogamente, en lugar de escribir el espacio proyectivo como {\displaystyle \mathbb {P} }, sobre un espacio vectorial {\displaystyle E}, denotaremos el espacio proyectivo por {\displaystyle E}, y reservaremos {\displaystyle {\vec {E}}} para el espacio vectorial.
|  | Dado un hiperplano {\displaystyle H} del espacio proyectivo {\displaystyle E} y un punto {\displaystyle S} que no pertenece a {\displaystyle H}, la proyección (o perspectiva) de centro {\displaystyle S} y de base {\displaystyle H} es la aplicación que hace corresponder a cualquier punto {\displaystyle M} distinto de {\displaystyle S} el punto de intersección de la línea {\displaystyle (SM)} con {\displaystyle H}. Es una aplicación proyectiva, dado que es inducida por la proyección vectorial de base {\displaystyle {\vec {H}}} (que es un hiperplano de {\displaystyle {\vec {E}}\,}) y dirección {\displaystyle {\vec {S}}} (que es una recta de {\displaystyle {\vec {E}}}).                                                                                    |
|  | De manera más general, si {\displaystyle F\,} y {\displaystyle G\,} son dos subespacios proyectivos suplementarios de {\displaystyle E\,} (es decir, que {\displaystyle {\vec {F}}+{\vec {G}}={\vec {E}}}), la proyección de subespacio central {\displaystyle G\,} y de base {\displaystyle F\,} es la aplicación que a cualquier punto {\displaystyle M\,} que no pertenece a {\displaystyle G\,} le hace corresponder el punto de intersección de {\displaystyle F\,}con el subespacio proyectivo generado por {\displaystyle G\,} y {\displaystyle M\,}. En dimensión 3, por ejemplo, si {\displaystyle D_{1}\,} y {\displaystyle D_{2}\,} son dos rectas no coplanarias, se puede definir la proyección de recta central {\displaystyle D_{1}\,} y base {\displaystyle D_{2}\,}. |

### Homografías de la recta
Una biyección de una recta proyectiva sobre sí misma es una homografía si y sólo si conserva la razón anarmónica (la parte del sólo si se ha demostrado más arriba; la parte del si forma parte del teorema fundamental de la geometría proyectiva). Entonces, si {\displaystyle (A,B,C)} y {\displaystyle (A',B',C')} son dos tripletes de puntos distintos de la recta, la homografía única que transforma {\displaystyle (A,B,C)} en {\displaystyle (A',B',C')} queda definida por {\displaystyle M\mapsto M'} si y sólo si
Dotamos a la recta proyectiva de una referencia proyectiva {\displaystyle (X_{\infty },O,I)}, y dotamos de la referencia afín {\displaystyle (O,I)\,}a la recta afín obtenida enviando el punto {\displaystyle X_{\infty }} al infinito. Las coordenadas de los diferentes puntos se dan en la tabla siguiente:
| Puntos                 | {\displaystyle X_{\infty }} | {\displaystyle O} | {\displaystyle I} | {\displaystyle G} |
| Coordenadas homogéneas | (1,0)                       | (0,1)             | (1,1)             | (1,2)             |
| Coordenadas afines     | {\displaystyle \infty }     | 0                 | 1                 | 1/2               |

A continuación, para una homografía {\displaystyle f=[\varphi ]} como se ha definido arriba, llamaremos a {\displaystyle \varphi } su aplicación homogénea.
La clasificación de las homografías de la recta proviene de la de las matrices de orden 2. En caso de que el polinomio característico de la aplicación homogénea sea descomponible en factores lineales (esto es, cuando tiene tantas raíces como su grado, como por ejemplo, en la geometría compleja, es decir, cuando el cuerpo son los números complejos), sólo hay dos posibilidades, dependiendo de si este polinomio tiene raíces simples o dobles:
| Matriz homogénea reducida de un sistema proyectivo. {\displaystyle (A,B,\Omega )} | Puntos fijos | Caso {\displaystyle A=X_{\infty },B=0,\Omega =I\,}                 | Expresión analítica en este caso | Caso {\displaystyle A=I,B=O,\Omega =G\,}                                                                        |
| --------------------------------------------------------------------------------- | --- | ------------------------------------------------------------------ | -------------------------------- | --- |
| {\displaystyle {\begin{bmatrix}a&\\&1\end{bmatrix}}}                              | {\displaystyle A} y {\displaystyle B} Homología especial de base {\displaystyle A} y de centro {\displaystyle B} (o a la inversa) | Homotecia de razón {\displaystyle a}                               | {\displaystyle x'=ax\,}          | {\displaystyle x'={\frac {ax}{(a-1)x+1}}} Homografía con dos puntos fijos {\displaystyle O} e {\displaystyle I} |
| {\displaystyle {\begin{bmatrix}1&1\\&1\end{bmatrix}}}                             | {\displaystyle A} Homología especial de base A y centro B                                                                         | Traslación según el vector {\displaystyle {\overrightarrow {OI}}}. | {\displaystyle x'=x+1\,}         | {\displaystyle x'={\frac {1}{2-x}},} Homografía con un punto fijo {\displaystyle I}                             |

En el caso real, hay un caso añadido: aquel en el que el polinomio característico (de grado 2) no tiene raíces (reales). Cada una de estas raíces da lugar a por lo menos un vector propio, y cada uno de estos, a un punto fijo, como se demostró más arriba. Así, las homografías reales tienen 2, 1 o 0 puntos fijos (correspondientes a un polinomio característico con discriminante >0, =0 o <0), y se denominan hiperbólicas, parabólicas o elípticas, respectivamente. (La identidad, que tiene de hecho todos los puntos fijos, estaría incluida aquí como un caso degenerado de aplicación hiperbólica).
En el caso complejo, las homografías de la recta proyectiva compleja, que es un plano real con un punto del infinito añadido, y las homografías (las dos posibilidades de la tabla anterior) compuestas con las reflexiones (llamadas antihomografías) forman exactamente las transformaciones circulares.

### Homografías del plano
Dotamos al plano proyectivo de una referencia proyectiva {\displaystyle (X_{\infty },Y_{\infty },O,K)}, y dotamos de la referencia {\displaystyle (O,I,J)\,} al plano afín obtenido enviando la recta {\displaystyle (X_{\infty },Y_{\infty })} al infinito. Las coordenadas de los diferentes puntos se dan en la tabla siguiente:
| Puntos                 | {\displaystyle X_{\infty }} | {\displaystyle Y_{\infty }} | {\displaystyle O} | {\displaystyle I} | {\displaystyle J} | {\displaystyle K} | {\displaystyle G} |
| Coordenadas homogéneas | (1,0,0)                     | (0,1,0)                     | (0,0,1)           | (1,0,1)           | (0,1,1)           | (1,1,1)           | (1,1,3)           |
| Coordenadas afines     | ({\displaystyle \infty },0) | (0,{\displaystyle \infty }) | (0,0)             | (1,0)             | (0,1)             | (1,1)             | (1/3,1/3)         |

La clasificación de homografías proviene de la de las matrices de orden 3. Para los casos en los que el polinomio característico de la aplicación homogénea descompone en factores lineales (esto es, cuando tiene tantas raíces como su grado), se obtiene:
| Matriz homogénea reducida de un sistema proyectivo {\displaystyle (A,B,C,\Omega )} | Puntos fijos y rectas estables | Caso {\displaystyle A=X_{\infty },B=X_{\infty },C=0,\Omega =K\,}                                                      | Expresiones analíticas en este caso                            | Caso {\displaystyle A=I,B=J,C=O,\Omega =G\,} |
| ---------------------------------------------------------------------------------- | --- | --- | -------------------------------------------------------------- | --- |
| {\displaystyle {\begin{bmatrix}a&&\\&b&\\&&1\end{bmatrix}}}                        | | Biafinidad de razón {\displaystyle a} según {\displaystyle Ox}, y de razón {\displaystyle b} según {\displaystyle Oy} | {\displaystyle {\begin{aligned}x'&=ax\\y'&=by\end{aligned}}}   | {\displaystyle {\begin{aligned}x'&={\frac {ax}{(a-1)x+(b-1)y+1}}\\y'&={by \over (a-1)x+(b-1)y+1}\end{aligned}}} |
| {\displaystyle {\begin{bmatrix}a&&\\&a&\\&&1\end{bmatrix}}}                        | La recta {\displaystyle (AB)} está formada por puntos fijos, {\displaystyle C} es fijo y las rectas que pasan por {\displaystyle C} son estables. | Homotecia de razón {\displaystyle a} y de centro {\displaystyle O}                                                    | {\displaystyle {\begin{aligned}x'&=ax\\y'&=by\end{aligned}}}   | {\displaystyle {\begin{aligned}x'&={\frac {ax}{(a-1)(x+y)+1}}\\y'&={ay \over (a-1)(x+y)+1}\end{aligned}}} Homología general de centro {\displaystyle O}, de base {\displaystyle (IJ)} y de razón {\displaystyle a}. |
| {\displaystyle {\begin{bmatrix}1&&\\&1&1\\&&1\end{bmatrix}}}                       | La recta {\displaystyle (AB)} está formada por puntos fijos y las rectas que pasan por {\displaystyle A} son estables                             | Traslación según el vector {\displaystyle {\vec {j}}}.                                                                | {\displaystyle {\begin{aligned}x'&=x\\y'&=y+1\end{aligned}}}   | {\displaystyle {\begin{aligned}x'&={x \over 2-x-y}\\y'&={1-x \over 2-x-y}\end{aligned}}} Homología especial de centro {\displaystyle I} y de base {\displaystyle (IJ)}                                              |
| {\displaystyle {\begin{bmatrix}a&&\\&1&1\\&&1\end{bmatrix}}}                       | {\displaystyle A} y {\displaystyle B} son fijos, y las rectas {\displaystyle (AB)} y {\displaystyle (BC)} son fijas.                              | Dilatación de razón {\displaystyle a} según {\displaystyle Ox} y traslación vectorial {\displaystyle {\vec {j}}} .    | {\displaystyle {\begin{aligned}x'&=ax\\y'&=y+1\end{aligned}}}  | |
| {\displaystyle {\begin{bmatrix}1&1&\\&1&1\\&&1\end{bmatrix}}}                      | {\displaystyle A} es fijo y la recta {\displaystyle (AB)} es invariante                                                                           | Cizallamiento según {\displaystyle Ox} y traslación según {\displaystyle Oy}                                          | {\displaystyle {\begin{aligned}x'&=x+y\\y'&=y+1\end{aligned}}} | |

Se observa que siempre hay tantos puntos fijos como rectas invariantes. De manera más general, se puede demostrar que para cualquier homografía existe una dualidad (una biyección entre los puntos y las rectas del plano que invierte sus denominaciones) que induce una biyección entre sus puntos fijos y sus rectas invariantes.